# Nagylengyel
Nagylengyel je vas na Madžarskem, ki upravno spada pod podregijo Zalaegerszegi Županije Zala.